# 金顺镇
金顺镇，是中华人民共和国四川省资阳市乐至县下辖的一个乡镇级行政单位。

## 行政区划
金顺镇下辖以下地区：
玉皇寨村、磬子山村、胡家沟村、海鹰村、魁山村、长塘村、玉河沟村、观顶庙村、桐木沟村、双龙桥村、龟形沟村、周家祠村、石包村、管家沟村、仁义寨村、水竹山村、郝家沟村、金家沟村、半边沟村、蟠龙寺村、公寺镇村、凤形沟村、柏树沟村、道子湾村、金石坎村和通行桥村。